# Chiune Sugihara
Chiune Sugihara (杉原 千畝, Sugihara Chiune, 1 de gener de 1900 - 31 de juliol de 1986) va ser un diplomàtic japonès que va exercir com a vicecònsol de l'Imperi japonès a Kaunas, Lituània. Durant la Segona Guerra Mundial, Sugihara va ajudar milers de jueus a fugir d'Europa emetent-los visats de trànsit perquè poguessin viatjar pel territori japonès, posant en risc la seva carrera i la vida de la seva família. Els jueus que fugien eren refugiats de la Polònia occidental ocupada pels alemanys i la Polònia oriental ocupada pels soviètics, així com residents a Lituània.
El 1985, l'Estat d'Israel va honrar Sugihara com un dels Justos entre les Nacions per les seves accions. És l'únic nacional japonès que ha estat honrat amb aquest títol.
A Lituània, el 2020 va ser "L'any de Chiune Sugihara". S'ha estimat que fins a 100.000 persones vives avui són els descendents dels destinataris dels visats de Sugihara.